# Yuli Ayala
 Yuli Ayala Machado (6 de outubro de 1995) é uma jogadora de vôlei de praia colombiana.

## Carreira
Em 2018 ao lado de Diana Ríos disputou a edição dos Jogos Centro-Americanos e do Caribe sediados em Barranquillaconquistando a medalha de prata e em 2019 juntas conquistaram a medalha de bronze nos Jogos Sul-Americanos de Praia na cidade de Rosário, Argentina